# أرتيوم يفريموف
أرتيوم يفريموف هو لاعب كرة قدم روسي في مركز حراسة المرمى، ولد في 16 يوليو 1998. لعب مع FC Lada-Tolyatti ‏.